# Kulanka

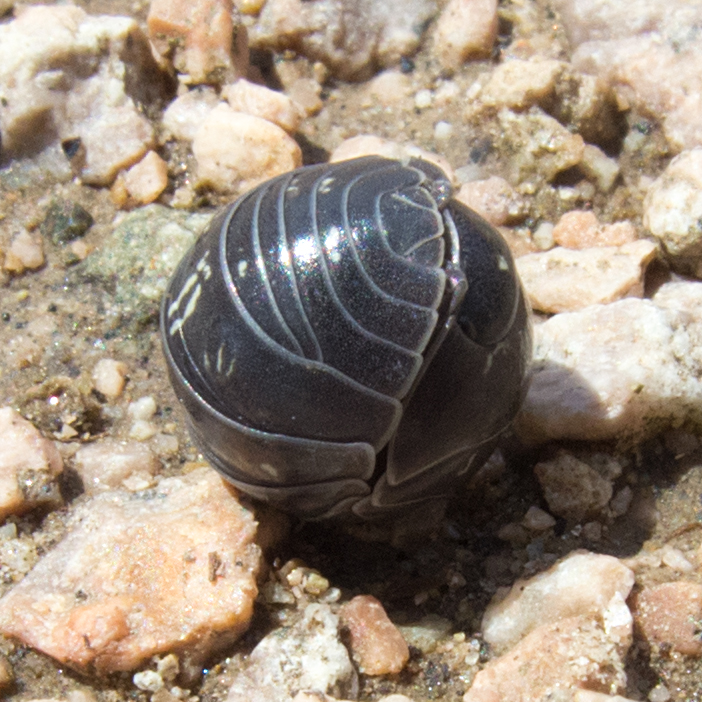
Armadillidium vulgare zwinięta w kulkę.

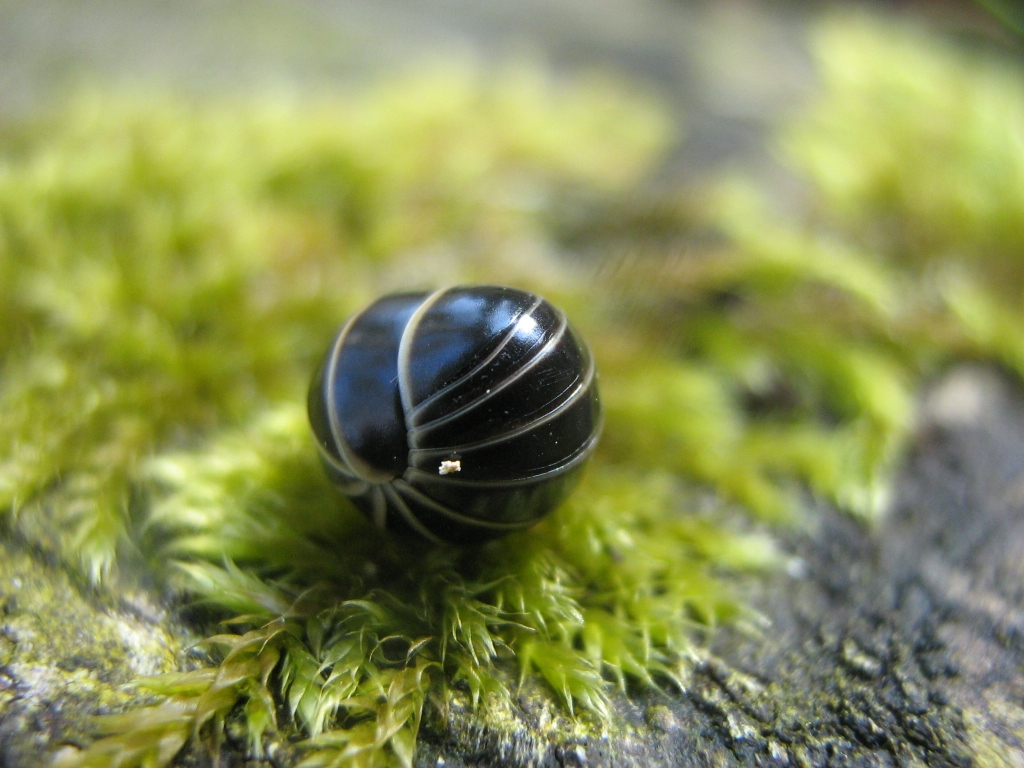
Należąca do dwuparców skulica obrzeżona (Glomeris marginata), również zwinięta w kulkę

Kulanka (Armadillidium) – rodzaj lądowego skorupiaka z rzędu równonogów i rodziny Armadillidiidae.
Zaniepokojona potrafi zwinąć się w idealną kulkę, z czułkami schowanymi do środka.

## Opis
Przednia krawędź głowy (a dokładnie głowotułowia, cefalotoraksu) posiada szeroki występ czołowy (skutellum), należący do płytki czołowej. Jest ona przerwana pośrodku, co może być zasłonięte przez skutellum. Po obydwu bokach tworzy wyraźny płat między okiem i podstawą czułka. Flagellum czyli końcowy odcinek czułków II pary zbudowane jest z 2 segmentów. Na głowie znajdują się oczy złożone.
Szerokość na granicy pereonu i pleonu (odwłoka, abdomenu) zmniejsza się stopniowo, nie gwałtownie. Skorupiak ten ma 2 pary płuc pleopodialnych widocznych jako pogrubione białe łatki, czyli w dwóch pierwszych parach pleopodiów (wyrostków na spodzie odwłoka). Ostatnim widocznym segmentem pleonu jest pleotelson, będący tak naprawdę połączeniem ostatniego segmentu i telsonu. Ma on parę uropodiów (odnóży ogonowych). Dopełniają one obrys ciała, nie wystają poza jego obręb. Egzopodit będący najbardziej widoczną ich częścią jest szeroki i płaski.

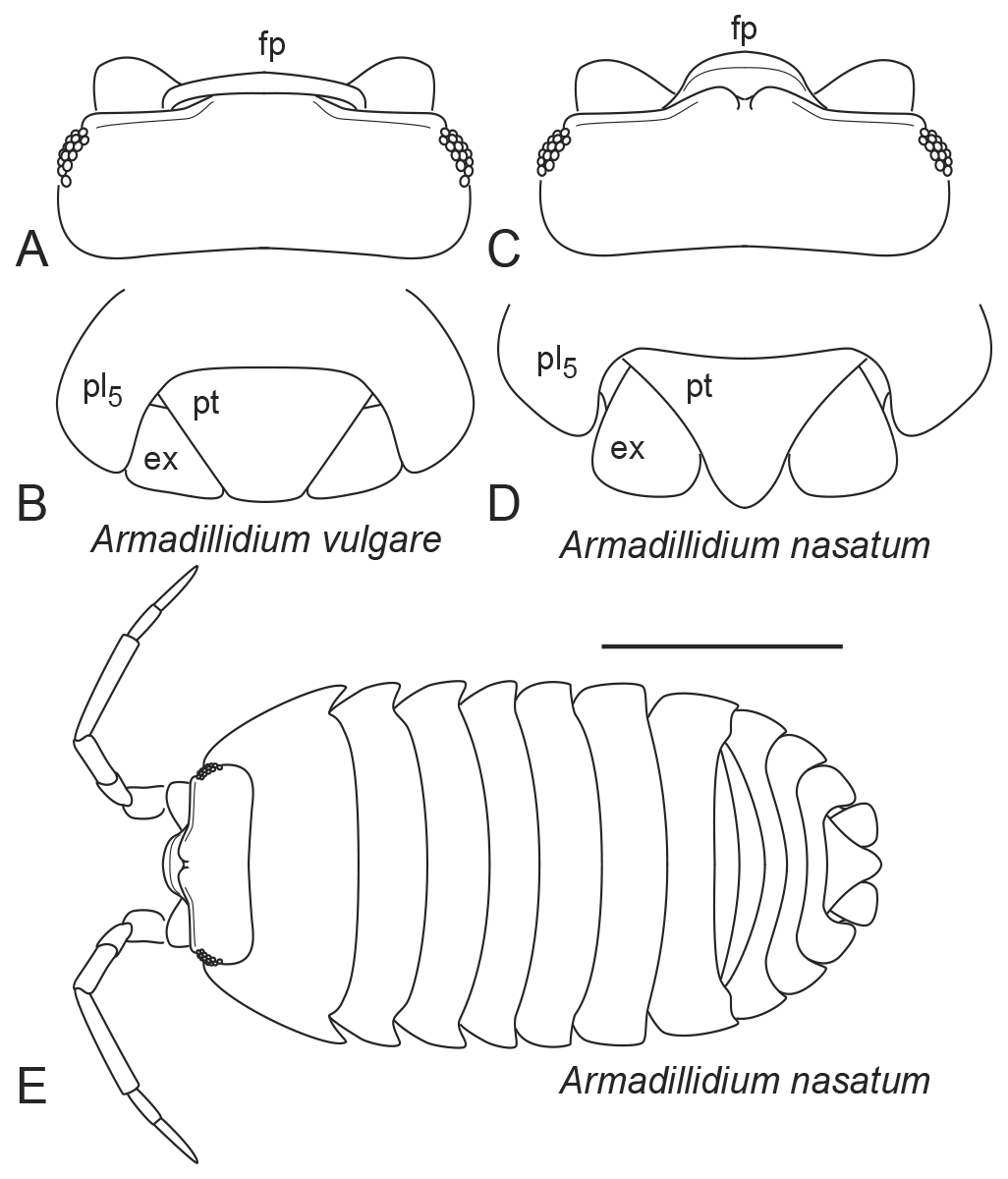
Kulanki Armadillidium vulgare i A. nasatum. Przednia krawędź głowy A. vulgare (A) jest zasłonięta przez skutellum (występ czołowy, fp). Pozostałe skróty: ex – egzopodit uropodium, pl5 – tergit V pleonu, pt – pleotelson. Pasek skali: 5 mm.

Mocno zaniepokojona kulanka potrafi zwinąć się w idealną kulkę, z czułkami schowanymi do środka. Zwinięcie się w kulkę chroni ją przed drapeżnikami oraz zmniejsza utratę wody.

## Gatunki
Znanych jest około 190 gatunków z rodzaju Armadillidium, z czego w Polsce stwierdzono 6.